# Gotha Go 146
Die Gotha Go 146 war ein ziviles, deutsches Kleinflugzeug.

## Geschichte
Entwickelt wurde das Flugzeug 1935 von der Gothaer Waggonfabrik unter Leitung des Ingenieurs Albert Kalkert. Das Flugzeug ist ein zweimotoriger, freitragender Tiefdecker mit Einziehfahrwerk und dreisitziger Kabine. Projektiert wurde es als Reise- und Kurierflugzeug.
Die Prototypen (D-IFSL und D-ILPC) wurde mit zwei Argus As 10 C mit jeweils 240 PS ausgestattet. Der Erstflug der mit einem Rumpf aus Glattblech und einem Leitwerk aus Holz ausgerüsteten Maschine erfolgte 1936. Wegen der zu engen Kabine kam es jedoch nicht zu einer Serienfertigung. Die fünf späteren Vorserienmaschinen wurden mit Hirth HM 508 E mit 240 PS, breiterem Rumpf, größeren Tragflächen und integrierten Kraftstoffbehältern ausgestattet, ohne jedoch das Reichsluftfahrtministerium von der Maschine zu überzeugen. Eine militärische Verwendung außerhalb des Verwendungszweckes als Verbindungsflugzeug fand nicht statt.

## Technische Daten
| Kenngröße             | Daten                                   |
| --------------------- | --------------------------------------- |
| Besatzung             | 1                                       |
| Passagiere            | 3                                       |
| Länge                 | 9,45 m                                  |
| Spannweite            | 12,40 m                                 |
| Höhe                  | 2,70 m                                  |
| Flügelfläche          | 21,7 m²                                 |
| Flügelstreckung       | 7,1                                     |
| Leermasse             | 1520 kg                                 |
| Startmasse            | 2200 kg                                 |
| Reisegeschwindigkeit  | 305 km/h                                |
| Höchstgeschwindigkeit | 335 km/h                                |
| Dienstgipfelhöhe      | 5000 m                                  |
| Reichweite            | 1000 km                                 |
| Triebwerke            | zwei Hirth HM 508 E mit 240 PS (177 kW) |